# Pieter Gorus
Pieter Gorus, né le 23 février 1881 à Termonde et mort à Grembergen le 14 mai 1941, est un peintre belge.
Peintre de l'École de Termonde, son champ pictural couvre essentiellement les marines, les paysages et les fleurs.

## Biographie

### Famille
Pieter (Petrus Franciscus Lucianus) Gorus, né le 23 février 1881 rue de Bruxelles à Termonde, est le fils de Judocus Leopoldus Gorus (1848-1909), fabricant de textiles, et d'Elisa Anna Caroline De Block (1857-1893), mariés le 4 septembre 1875 à Termonde. Pieter Gorus épouse à Saint-Josse-ten-Noode le 11 mai 1910 Henriette Charlotte De Wilde (1889-1971). Le couple a huit enfants, dont Vera (née à Overmere le 13 juin 1916 et seconde personne la plus âgée habitant en Belgique en 2025) et André (1918-1999), de même que les trois peintres Stephan (1913-2012), Albert et Ernest,,.

### Formation
Après ses humanités au Heilige Maagdcollege de Termonde, Pieter Gorus étudie, selon le souhait de son père, l'ingénierie minière à Louvain. Cependant, dès ses dix-huit ans, il abandonne la faculté au profit de la peinture. Il est attiré par le travail des artistes de l'École de Termonde, tels que Jacques Rosseels et Isidore Meyers. En compagnie d'Herman Broeckaert, il se rend fréquemment à Vlassenbroek, hameau de Baesrode, lieu propice à l'épanouissement de son art.

### Carrière
En juillet 1901, Pieter Gorus expose pour la première fois au cercle artistique de Termonde. En 1905, il emménage à Saint-Amand avec les artistes peintres Léon Spanoghe et Herman Broeckaert, formant le « triumvirat » de Termonde, poursuivant les traditions artistiques de Franz Courtens jusqu'en 1914.
En 1914, Pieter Gorus et sa famille quittent Termonde, ravagée par l'armée allemande, et s'installe temporairement dans la campagne d'Overmere-Donk. Quelque temps plus tard, Pieter Gorus s'établit dans une maison disposant d'un studio spacieux à Zele, le long de l'Escaut.
Nommé en 1908 professeur de dessin au trait à l'Académie des beaux-arts de Termonde, Pieter Gorus dispense également des cours de dessin à l'école des garçons à Termonde. Une maladie oculaire l'oblige cependant à renoncer à son professorat en 1925.
Pieter Gorus meurt à l'âge de 60 ans le 14 mai 1941 à Grembergen, où son corps est retrouvé tôt le matin gisant sur la chaussée principale, après avoir été heurté de dos par une voiture, dont le conducteur a pris la fuite.

## Œuvre

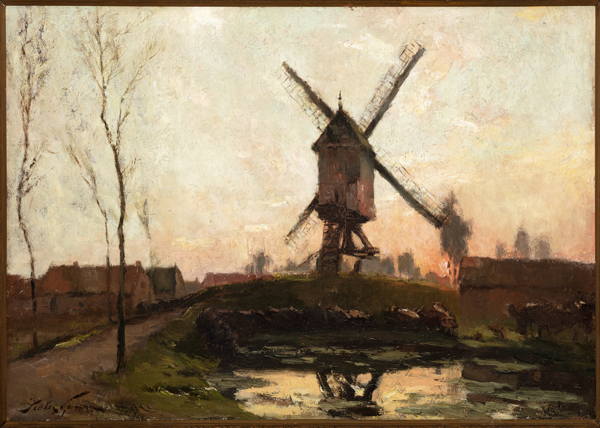
Moulin Van Damme à Grembergen par Pieter Gorus.

### Caractéristiques
Son champ pictural couvre les marines, les paysages et les fleurs. Il préfère peindre en plein air sur les bords de l'Escaut. Il est surnommé « le peintre du printemps », en raison de sa palette luministe. Ses débuts sont remarqués comme ceux d'un peintre au style puissant. Les critiques demeurent favorables tout au long de sa carrière. Son art est décrit, en 1924, comme sain, robuste et varié. Artiste assez maître de lui et assez fort pour ne pas céder aux formules, il atteint l'efficacité par lui-même et sa sincérité est appréciée par le public, nombreux à collectionner ses toiles.
Il est également illustrateur d'ouvrages, tels que ceux de Karel van de Woestijne.

### Réception critique
En mars 1922, lorsque Pieter Gorus expose aux Galeries Boigelot à Bruxelles, le critique du quotidien L'Indépendance belge écrit : 

« Pieter Gorus est un paysagiste chez qui se dessine une forte personnalité, une nature de peintre capable d'accorder la vigueur à la délicatesse, d'évoquer les expressions subtiles et les aspects fugitifs en de la réalité consistante, en des pages à la forte structure […]. M. Pieter Gorus qui peint dans le beau pays de Termonde, où tant de vigueur se pare de tant d'insaisissables effets et où l'atmosphère colorée semble quelquefois palpable, est attentif à toutes ces beautés. Pour parvenir à les fixer, il a acquis un métier savant, mais simple, qui n'innove pas. Il peint comme on a toujours peint dans son pays, en belle pâte vibrante où frémit une sorte de fécondité. Pourtant son art est personnel et se distingue nettement de celui d'autres peintres de cette partie de la Flandre. Ce paysagiste est sensible au style ; sa vision synthétise et grandit. Il est sensible aussi à l'infinie variété d'accents de la lumière et sait associer celle-ci au langage du style, en des visions épiques où la terre, les arbres, les nuages et les rayons contribuent à imposer une lumière exaltée. Son Printemps, étrange un peu fantastique avec son arbre en fleur dressant sa douce joie dans le drame du ciel d'orage est une œuvre superbe, de grand caractère. »

### Expositions
- Cercle artistique de Termonde en juillet 1901 : 19 œuvres, dont Chapelle à Grembergen, Maison paysanne, Le Temps des corbeaux, Automne, Soleil d'hiver et Maisons pauvres[6],[8].
- Exposition du cercle De Distel à Malines en février 1906.
- Cercle artistique de Termonde en novembre 1906 : plusieurs tableaux, avec Herman Broeckaert[11].
- Cercle artistique de Termonde en août 1907 : Après la vie[12].
- Salon de Doe Stil Voort de 1908: Remorqueurs sur l'Escaut.
- Exposition salle Taets à Gand du 20 mai au 2 juin 1911.
- Exposition personnelle à la salle Aria à Termonde du 31 décembre 1911 au 8 janvier 1912.
- Exposition salle Taets à Gand en avril 1912.
- Exposition personnelle à la salle des Variétés à Anvers du 22 avril au 2 mai 1912.
- Exposition à Liège, boulevard de la Sauvenière en janvier 1913.
- Exposition salle Taets à Gand en mars 1914 : Croissant, Retour du salut, Allée de peupliers en automne, Verger au printemps, Sous les hêtres, …[13].
- Exposition d'artistes paysagistes à la galerie d'art à Gand en 1923[14].
- Exposition salle Taets à Gand en avril 1916 : une douzaine de tableaux.
- Exposition salle Belfort à Gand du 29 septembre au 13 octobre 1917.
- Exposition personnelle salle Taets à Gand en janvier 1919 : Soir de septembre, Kermesse, Automne au printemps [sic], Été, Poisson d'avril, Nuit de Saint-Pierre, …[15].
- Galeries Boigelot à Bruxelles en mars 1922 : des paysages, dont : Printemps, Matin de septembre, Quand la brume se dissipe, Noyers de la digue, Hiver, Automne sous bois, Derniers rayons, Verger au printemps et Lever de lunes[10].
- Salon de Gand (XLIIe) de 1922 : des paysages[16].
- Exposition personnelle salle Loquet, rue des Tanneurs à Bruxelles en octobre 1924 : une quarantaine de tableaux, dont Matinée de printemps, Sentier en automne, Matin sur l'Escaut, La Voile rouge et Clair de lune[9].
- Cercle artistique de Termonde du 21 août au 8 septembre 1926 : des paysages[17].